# PAZ-3237
Der PAZ-3237 ist ein russischer Midibus in Niederflurbauweise. Die Herstellerfirma ist die Fabrik Pawlowski Awtobus (russisch Павловский автобус) in Pawlowo (Oblast Nischni Nowgorod).
Im Gegensatz zu anderen PAZ-Bussen besitzt er einen Heckmotor. Der Hersteller gehört heute zu GAZ-Gruppe und der Vertrieb erfolgte über die Russian-Buses-Gesellschaft.

## Technische Daten
- Motor: Dieselmotor
- Motortyp: Cummins 4ISBe 185B, auch andere von Cummins Engine
- Leistung: 136 kW (185 PS)
- Drehmoment: maximal 550 Nm
- Abgasnorm: Euro-3
- Getriebe: Schaltgetriebe von Allison Transmission oder ZF Friedrichshafen
- Antriebsformel: (4×2)
- Höchstgeschwindigkeit: 100 km/h
- Zulässiges Gesamtgewicht: 10.220 kg
- Leergewicht: 6450 bis 6480 kg